# Astrid Holgerson
Astrid Linnea Holgerson, född 3 februari 1927 i Hammar, Askersunds kommun, död 11 maj 2010 i Kungsholms församling, Stockholm, var en svensk pedagog och vittnespsykolog.

## Biografi
Astrid Holgerson blev filosofie doktor i pedagogik vid Stockholms universitet med avhandlingen "Fakta i målet - vittnespsykologins bidrag vid bedömning av sakfrågan i enskilda rättsfall” (1990). Holgerson lämnade som sakkunnig utlåtanden som vittnespsykologisk expert till olika domstolar, bland annat i målet om Palmemordet och i kammarrättsprocessen i da Costa-fallet.
Föräldrar var Ture Alfred Eugén Wikström (1894–1981) och Rut Astrid f. Sundberg (1909–1961). Hon var från 1951 gift med Nils Holger Holgerson (1923–1992) och paret är begravda på Bromma kyrkogård, Stockholms län.